# Miscanthus floridulus
Espèce
Synonymes
- Erianthus floridulus (Labill.) Schult. & Schult.f.[1]
- Eulalia densa (Nees) Munro[1]
- Miscanthus formosanus A.Camus[1]
- Miscanthus japonicus Andersson[1] [2]
- Miscanthus luzonensis Andersson[1]
- Miscanthus ryukyuensis Honda[1]
- Saccharum densum Nees[1]
- Saccharum floridulum Labill.[1] [2]
- Saccharum japonicum Houtt.[1]
- Saccharum praegrande Steud.[1]
- Xiphagrostis floridula (Labill.) Coville[1]

Miscanthus floridulus, aussi appelé roseau de Chine, est une espèce de plantes monocotylédones de la famille des Poaceae.

## Description

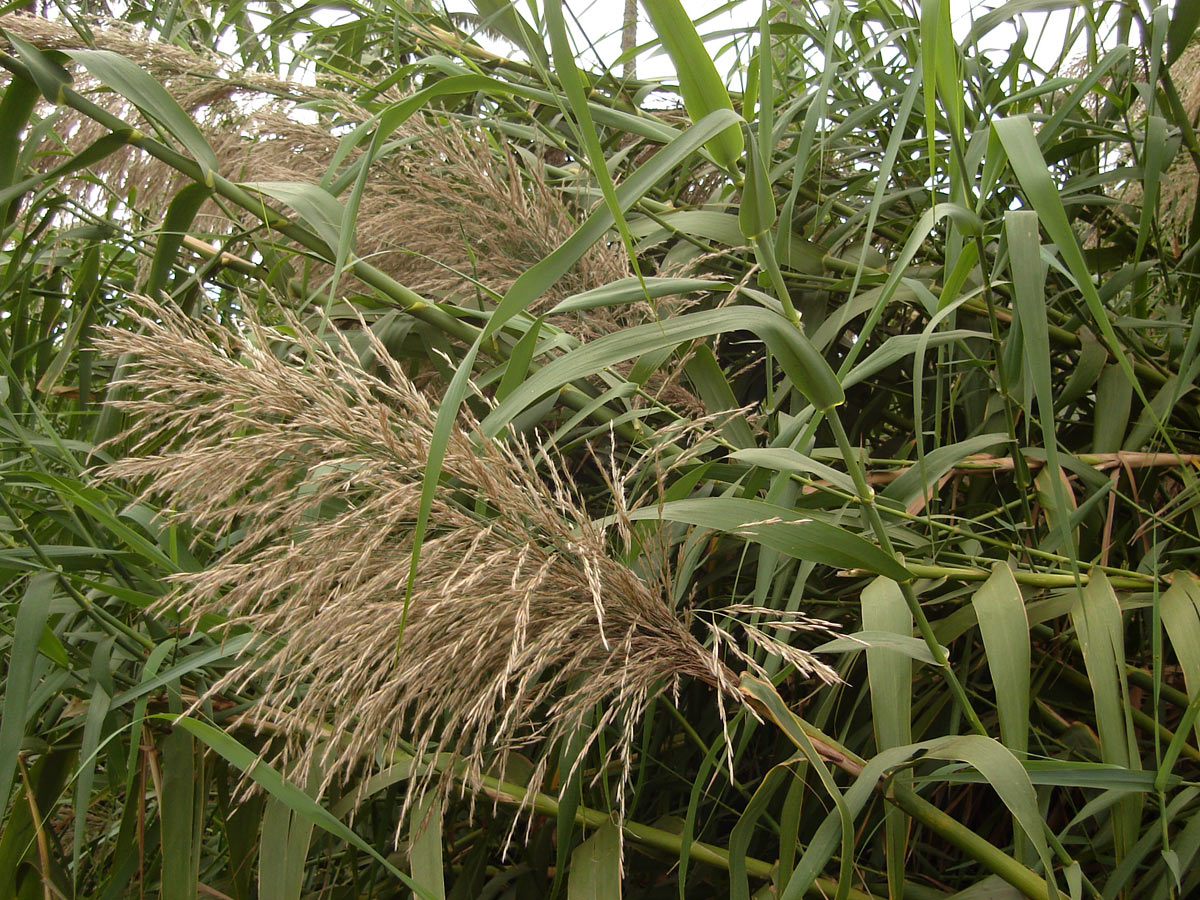
Inflorescence

### Aspect général
L'espèce se présente comme une grande herbe vivace en touffes raides.

### Fleurs
Les inflorescences sont de grandes panicules plumeuses pyramidales, dressées et soyeuses.

## Répartition
Originaire de Chine et du Japon, cette espèce a été introduite dans d'autres zones géographiques, notamment la Polynésie et la Nouvelle-Calédonie, où elle pourrait s'avérer envahissante (statut incertain).

## Classification
Cette espèce a été décrite en 1824 sous le basionyme de Saccharum floridulum par le botaniste français Jacques-Julien Houtou de La Billardière (1755-1834), puis recombinée dans le genre Miscanthus en 1901 par les botanistes allemands Karl Moritz Schumann (1851-1904) et Karl Lauterbach (1864-1937), à la suite des travaux de leur homologue Otto Warburg (1859-1938). 
L'épithète spécifique floridulus signifie « très florifère ». 